# Euryte
Euryte – rodzaj widłonogów z rodziny Euryteidae. Nazwa naukowa tego rodzaju skorupiaków została opublikowana w 1843 roku przez niemiecko-chilijskiego botanika i zoologa Rodolfo Amando Philippiego.

## Podział systematyczny
Do rodzaju należą następujące gatunki:
- Euryte brevicauda Sewell, 1949
- Euryte curticornis Sars G.O., 1913
- Euryte grata Herbst, 1989
- Euryte jaumei Karanovic, 2014
- Euryte koreana Karanovic, 2014
- Euryte longiseta Grandori, 1926
- Euryte minor Scott T., 1905
- Euryte notabilis (Herbst, 1989)
- Euryte propinqua Brady, 1910
- Euryte pseudorobusta Vervoort, 1964
- Euryte robusta Giesbrecht, 1900
- Euryte sewelli Vervoort, 1964
- Euryte similis Scott T., 1912